# Black Sea
Black Sea är ett musikalbum av XTC lanserat 1980 på Virgin Records. "Generals and Majors", "Towers of London", och "Sgt. Rock (Is Going to Help Me)" släpptes som singlar från albumet och nådde alla listplacering på UK Singles Chart. Den sist nämnda blev albumets största singelhit med en sextonde plats.
På omslaget ses gruppen iförda gamla dykardräkter. I bakgrunden formar en mås, en skeppsmast och en månskära bokstäverna "XTC". Originalutgåvorna av albumet gavs dessutom ut inklädda med ett grönt pappersomslag med "XTC Black Sea" skrivet med svart text.

## Låtlista
1. "Respectable Street" - 3:38
2. "Generals and Majors" (Colin Moulding) - 4:05
3. "Living Through Another Cuba" - 4:44
4. "Love at First Sight" Moulding - 3:08
5. "Rocket from a Bottle" - 3:30
6. "No Language in Our Lungs" - 4:53
7. "Towers of London" - 5:24
8. "Paper and Iron (Notes and Coins)" - 4:17
9. "Burning with Optimism's Flames" - 4:16
10. "Sgt. Rock (Is Going to Help Me)" - 3:57
11. "Travels in Nihilon" - 7:04

## Listplaceringar
- Billboard 200, USA: #41[1]
- UK Albums Chart, Storbritannien: #16[2]
- Nya Zeeland: #1[3]